# КАМАЗ 5308
КАМАЗ 5308 — російський середньотоннажний вантажний автомобіль виробництва Камського автомобільного заводу, серійно випускається з осені 2010 року. Являє собою автомобіль, дуже схожий на КамАЗ-4308, але з незначними змінами.

## Відмінності відКамАЗ-4308
На відміну від автомобіля КамАЗ-4308, у автомобіля КамАЗ-5308 довжина збільшена на 2 метри, навантаження — до 2 тонн. Задня підвіска автомобіля — пневматична. Кабіна повністю вдосконалена, ніж у КамАЗ-4308. Панель управління зроблена з пластика. Кабіні притаманне спальне місце. З урахуванням висоти даху, можна відрегулювати висоту сидіння.

## Технічні характеристики
- Колісна формула — 4 × 2
- Вагові параметри і навантаження, а / м
  - Споряджена маса а / м, кг-9000
  - Вантажопідйомність а/ м, кг-8200
  - Повна маса, кг-15000
- Двигун
  - Модель — Cummins ISBe 6.7 (Євро-3)
  - Тип-дизельний з турбонаддувом
  - Потужність кВт — к. с.) — 300 к. с.
  - Розташування і число циліндрів-рядне, 6
  - Робочий об'єм, л-6,7
- Коробка передач
  - Тип-механічна, шестиступінчаста (ZF 6S1000)
- Кабіна
  - Тип-розташована над двигуном, з високим дахом
  - Виконання — зі спальним місцем
- Колеса і шини
  - Тип коліс-дискові
  - Тип шин-пневматичні
  - Розмір шин — 285/70 R19, 5
- Загальні характеристики
  - Максимальна швидкість, км / год — 115
  - Кут преодол. підйому, не менше, % — 25
  - Зовнішній габаритний радіус повороту, м — 11
  - Витрата палива на 100 км, л — 28

## Модифікації
- КамАЗ-5308-6023-97 (D3) — модифікація з дизельним двигуном внутрішнього згоряння Cummins 6 ISBe285 Євро-3.
- КамАЗ-5308-6023-97 (A4) — модифікація з дизельним двигуном внутрішнього згоряння Cummins ISB6/7E4[6].